# Newpoint
New Point és una població dels Estats Units a l'estat d'Indiana. Segons el cens del 2000 tenia 290 habitants.

## Demografia
Segons el cens del 2000, New Point tenia 290 habitants, 106 habitatges, i 82 famílies. La densitat de població era de 414,7 habitants/km².
Dels 106 habitatges en un 38,7% hi vivien nens de menys de 18 anys, en un 63,2% hi vivien parelles casades, en un 10,4% dones solteres, i en un 21,7% no eren unitats familiars. En el 17% dels habitatges hi vivien persones soles el 7,5% de les quals corresponia a persones de 65 anys o més que vivien soles. El nombre mitjà de persones vivint en cada habitatge era de 2,74 i el nombre mitjà de persones que vivien en cada família era de 3,04.
Per edats la població es repartia de la següent manera: un 27,2% tenia menys de 18 anys, un 6,2% entre 18 i 24, un 33,1% entre 25 i 44, un 19,3% de 45 a 60 i un 14,1% 65 anys o més.
L'edat mediana era de 36 anys. Per cada 100 dones de 18 o més anys hi havia 102,9 homes.
La renda mediana per habitatge era de 39.583 $ i la renda mediana per família de 40.694 $. Els homes tenien una renda mediana de 31.607 $ mentre que les dones 28.750 $. La renda per capita de la població era de 21.116 $. Entorn del 6,6% de les famílies i el 7,3% de la població estaven per davall del llindar de pobresa.

## Poblacions més properes
El següent diagrama mostra les poblacions més properes.